# كريس كيلي (ملحن)
كريس كيلي هو ملحن كندي، ولد في 29 نوفمبر 1982.

## وصلات خارجية
- كريس كيلي على موقع IMDb (الإنجليزية)